# Kisbölgyén
Kisbölgyén (régebben Alsó-Bölgyén, szlovákul Malé Bedzany) Nagytapolcsány városrésze, egykor önálló község Szlovákiában, a Nyitrai kerület Nagytapolcsányi járásában.

## Fekvése
Nagytapolcsánytól 3 km-re északra fekszik.

## Története
Vályi András szerint "BÖLGYÉNY. (Nagy, és Kis) Két tót falu Nyitra Vármegyében, Nagy Tapolcsánhoz egy mértföldnyire: Koross mellett, mellynek filiáji, birtokosa Gróf Újfalussy Uraság, lakosai katolikusok, meglehetős termékenységűek, egy völgyben fekszik mind a’ két Bölgyény, első Osztálybéli."
Fényes Elek szerint "Bölgyén (Alsó), (Dolne-Brezány), tót falu, Nyitra vgyében, ut. p. Nagy-Tapolcsányhoz 1/2 órányira: 169 kath. lak."
A trianoni békeszerződésig Nyitra vármegye Nagytapolcsányi járásához tartozott.

## Népessége
1910-ben 231, túlnyomóan szlovák lakosa volt.

## Külső hivatkozások
- Nagytapolcsány város hivatalos oldala
- Kisbölgyén Szlovákia térképén